# Ludovicius
Ludovicius is een vliegengeslacht uit de familie van de slankpootvliegen (Dolichopodidae).

## Soorten
- L. dufourii (Macquart, 1838)
- L. eucerus (Loew, 1861)
- L. impar Rondani, 1843
- L. spectabilis Parent, 1928